# アウデ・マース川

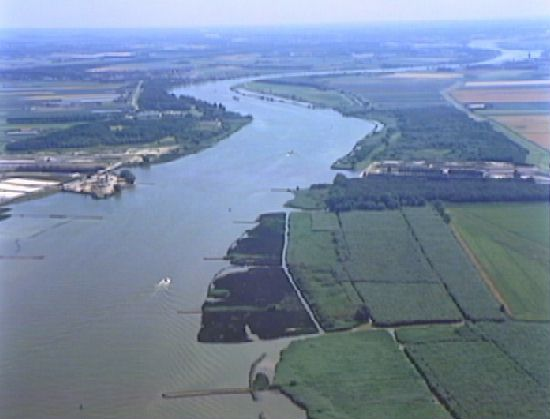
アウデ・マース川

アウデ・マース川（蘭：Oude Maas）は、オランダを流れる川で、ライン川がライン・マース・スヘルデ三角州に流れ込んで分岐した川の一つである。
ドルトレヒト市街地の北でベネデン・メルウェデ川がノールト川とアウデ・マース川に分岐し、アウデ・マース川はそこからロッテルダムの少し下流のニューウェ・マース川に合流するところまでの約40kmの河川である。また、この川はアイセルモンデ島の南岸を流れる川であり、北海の潮汐により影響を受ける河川でもある。
川の名前に「マース」と入っているが、実際に流れている水のほとんどはライン川起源である。
アウデ・マース川本流の経路
ライン川 > ワール川 > ボーフェン・メルウェデ川 > ベネデン・メルウェデ川 > アウデ・マース川 > ニューウェ・マース川 > 北海

## 流域の自治体・都市
オランダ
南ホラント州：ドルトレヒト、ザインドレヒト、フラールディンゲン

## 支流
- ドルトス・キル川 - ドルトレヒトの西で分岐して、ホランス・ディープ川へ流入する川
- スパイ川 - アウト・ベイエルラントで分岐して、ハーリンフリート川へ流入する川